# 濱海堤壩
濱海堤壩（英語：Marina Barrage），位處新加坡南端的海堤，橫跨濱海海峽，連接著滨海东和滨海南兩岸，是5條河流匯流的地方。該項目最初於1987年由被提出，旨在增加新加坡的淡水供應和減少對鄰國的依賴。堤壩於2005年3月22日開始修建，2008年10月31日落成，被圍堵的部分成為濱海水庫，是新加坡第15個水塘。

## 外部連結
- Official Page

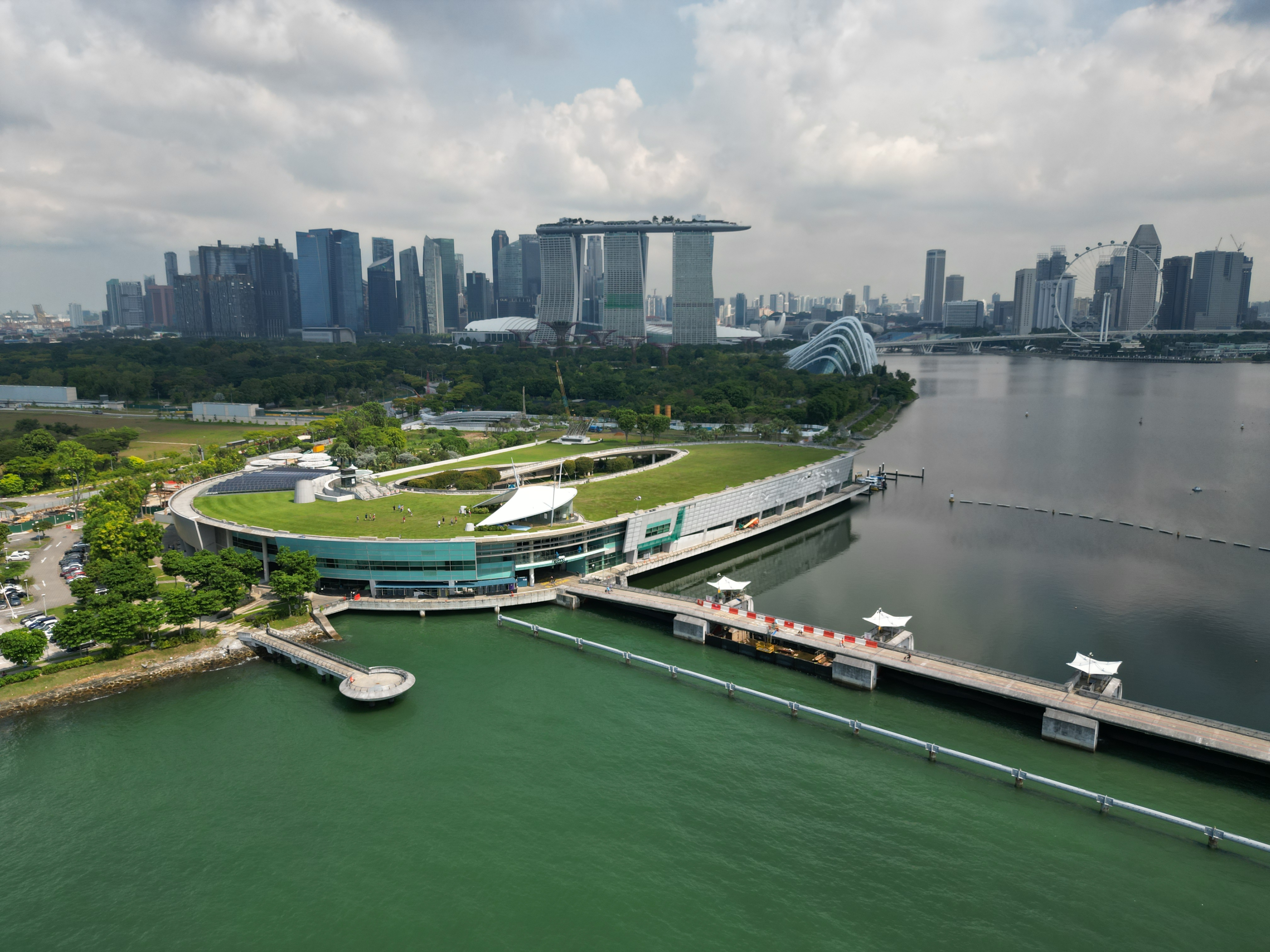

- Interactive Virtual Reality Tour of Marina Barrage （页面存档备份，存于）
- Paragraph 2
- Diagram 2, Drainage Pump
- Sub-heading:Flood Control, Para 3
- AAEE website
- AAEE
- ACN Newswire  （页面存档备份，存于）